# Distretto di Condebamba
Il distretto di Condebamba è uno dei quattro distretti  della provincia di Cajabamba, in Perù. Si trova nella regione di Cajamarca e si estende su una superficie di 204,6 chilometri quadrati.

Istituito il february 11 febbraio 1855, ha per capitale la città di Cauday; al censimento 2005 contava 14.214 abitanti.